# Pulau Gag
Pulau Gag är en ö i Indonesien.   Den ligger i provinsen Papua Barat, i den östra delen av landet, 2 600 km öster om huvudstaden Jakarta. Arean är 62 kvadratkilometer.
Terrängen på Pulau Gag är lite kuperad. Öns högsta punkt är 332 meter över havet. Den sträcker sig 11,2 kilometer i nord-sydlig riktning, och 8,9 kilometer i öst-västlig riktning.